# Maricoccus brucei
Maricoccus brucei là một loài chân đều trong họ Sphaeromatidae. Loài này được Poore miêu tả khoa học năm 1994.